# MSC Tessa
MSC Tessa — самый вместительный в мире морской контейнеровоз. С целью экономии топлива и снижения выбросов углекислого газа судно оснащено системой уменьшения аэродинамического сопротивления.

## Строительство
В течение 2023 г. планируется построить ещё три корабля такого типа. Строительство всех четырёх кораблей обошлось заказчику в 600 млн долл. США.

## Параметры судна
- Длина — 400 м
- Ширина — 62 м
- Осадка —
- Водоизмещение — 240 000 тонн
- Вместимость — 24 116 контейнеров TEU
- Экипаж —
- Скорость —

## Эксплуатация
Судно будет перевозить грузы по маршруту Азия — Европа.